# Hyptiasmus magnus
Hyptiasmus magnus är en plattmaskart som beskrevs av Johnston 1917. Hyptiasmus magnus ingår i släktet Hyptiasmus och familjen Cyclocoelidae. Inga underarter finns listade i Catalogue of Life.